# Bad Toys 3D
Bad Toys 3D is een first-person shooter, uitgegeven door de Tsjechische ontwikkelaar Tibo Software in 1998. Het is een gekleurde heruitgave van het oudere Bad Toys uit 1995, die zwart-wit was en voorzien van een demo met drie levels. Beiden behoren tot de weinige first-person shooters die ontwikkeld zijn voor Windows 3.1 in combinatie met WinG, een API voor grafische toepassingen.
Het spel draait om een speelgoedfabriek die wordt aangekocht door een militaire dienstverlener, waarna het speelgoed kwaadaardig wordt. 
De geregistreerde versie bevat vijfentwintig levels, vijf vijanden en vier wapens.
Zoals vastgesteld door PC Gamer, waren in november 2023 registratie sleutels voor het spel nog steeds aan te schaffen via de website van Tibo Software.
Het spel ontving een gemengde recensie van de Ultimate Console Database en een positieve recensie van Robinson's Special Games Service.
Bad Toys 3D was toegevoegd aan de cover CD van de 33ste editie van het Tsjechische tijdschrift Score uit september 1996, 
en was tevens onderdeel van de 300 Arcade Games compilatie van de Cosmi Corporation in 2000.
Een onofficieel vervolg gemaakt door fans in GameMaker, genaamd The Other Mission, werd uitgegeven in 2023.